# تأثیر ادبیات فارسی بر ادبیات آلمانی
ادبیات فارسی در ادبیات کشورهای آلمانی‌زبان اهمیت بسزایی داشته‌است. این امر متأثر از جهان‌بینی شاعران فارسی‌زبان و نیز رویه‌های شعری آنان است؛ مثلاً، یوهان ولفگانگ فون گوته، انعطاف شکاکانه‌ای را که در شعر فارسی بیان می‌شود، تشخیص داده و ستایش می‌کند. تقریباً دویست سال پیش از آن، در نیمهٔ اول قرن هفدهم، ادبیات فارسی برای نخستین بار به آلمانی ترجمه شد، که در آغاز زبان فرانسوی، زبان میانجی بود. هنگامی که یوزف فون هامر-پورگشتال ترجمه‌های معروف شعر خود را در سال ۱۷۹۹ در استانبول آغاز کرد، فارسی هنوز برای مترجمان به سختی قابل فهم بود.
علاوه بر ترجمه‌های خالص، گهگاه نسخه‌های دو زبانه نیز تولید می‌شدند. اولین ویرایش جزئی از هفت‌پیکر نظامی (حدود سال ۱۲۰۰) است که فرانتس اردمان در سال ۱۸۴۳ در کازان (تاتارستان، روسیه) منتشر کرد و چاپ دوم آن نیز در سال بعد در برلین منتشر شد.
از اواسط قرن بیستم، ادبیات فارسی نیز مستقیماً مورد استقبال نویسندگانی با زبان مادری فارسی قرار گرفت که در کشورهای آلمانی‌زبان زندگی و نویسندگی می‌کنند.